# Mysmena tasmaniae
Espèce
Mysmena tasmaniae est une espèce d'araignées aranéomorphes de la famille des Mysmenidae.

## Distribution
Cette espèce est endémique de Tasmanie en Australie.

## Description
Le mâle holotype mesure 0,75 mm et la femelle paratype 0,97 mm.

## Étymologie
Son nom d'espèce lui a été donné en référence au lieu de sa découverte, la Tasmanie.

## Publication originale
- Hickman, 1979 : Some Tasmanian spiders of the families Oonopidae, Anapidae and Mysmenidae. Papers and Proceedings of the Royal Society of Tasmania, vol. 113, p. 53-79 (texte intégral).